# پیترو ویرکووود
پیترو ویرکووود (به ایتالیایی: Pietro Vierchowod) (زاده ۶ آوریل ۱۹۵۹) یک فوتبالیست سابق و حرفه‌ای ایتالیایی است که به عنوان مدافع میانی و مربی بازی می‌کرد. او در طول دوران حرفه ای خود نماینده تیم ملی ایتالیا بود و در تیم ایتالیایی بود که جام جهانی فوتبال 1982 را به دست آورد.

## تیم ملی
از سال ۱۹۸۱ میلادی عضو تیم ملی فوتبال ایتالیا بوده و در ۴۵ بازی ملی حضور داشته‌است. او در بازی‌های ملی‌اش ۲ گل به ثمر رساند.
پیترو ویرکووود آخرین بازی ملی خود را در سال ۱۹۹۳ میلادی انجام داد.